# HD 107146

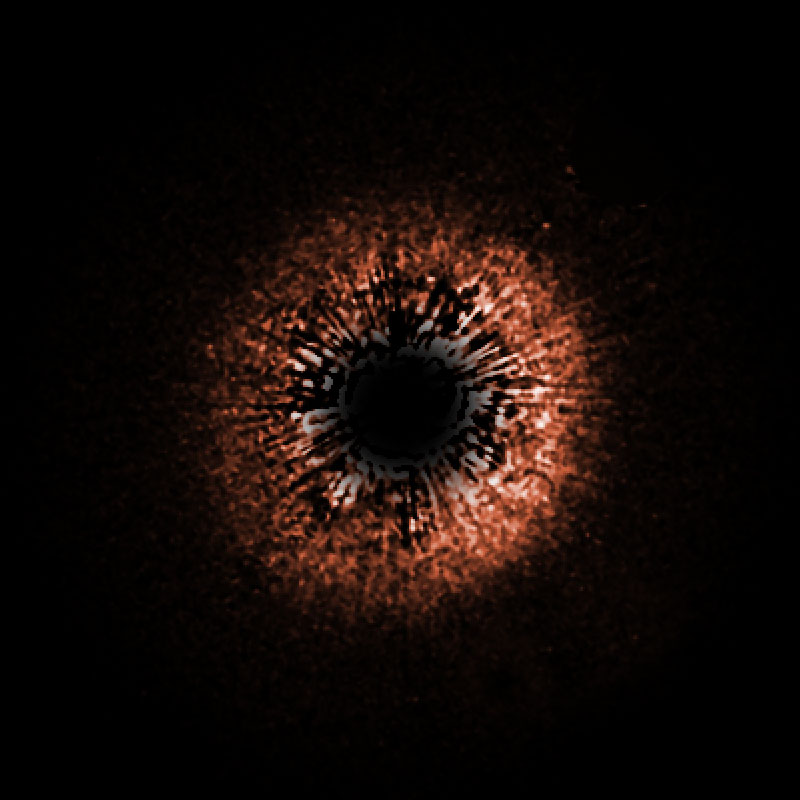
Imagen con color falso del HD 107146, mostrando su disco circunestelar.

HD 107146 es una estrella enana amarilla de tipo espectral G2V localizada a 88 años luz de la Tierra. Su nombre proviene del número con el que aparece en catálogo Henry-Draper. En el año 2004 un grupo de astrónomos detectó la presencia de un disco circunestelar de polvo a su alrededor siendo esta la primera vez que se encuentra un disco de este tipo alrededor de una estrella de tipo espectral similar a nuestro Sol. La edad de este sistema podría estar comprendida entre 80 y 200 millones de años, con un valor más probable en torno a los 90 millones de años. Se trataría de un disco de escombros constituido por fragmentos de impactos entre cuerpos ya formados en un sistema estelar muy joven. El descubrimiento se hizo utilizando observaciones de los telescopios espaciales Hubble y Spitzer. Otros discos circunestelares similares son los de las estrellas Beta pictoris y de Vega.